# Mirosternus fractus
Mirosternus fractus är en skalbaggsart som beskrevs av Perkins 1910. Mirosternus fractus ingår i släktet Mirosternus och familjen trägnagare. Inga underarter finns listade i Catalogue of Life.